# المدرسة الشرابية (بغداد)
المدرسة الشرابية (القصر العباسي ) مدرسة تاريخية في بغداد. يعود تأسيسها إلى العصر العباسي، وكانت تقع في الجانب الشرقي، وتحديداً في سوق السلطان. بناها شمس الدين أبو الأزهر أحمد بن الناقد، وكيل الخليفة المستنصر بالله في عام 1230. تقع حالياً على ضفة نهر دجلة في الجانب الشرقي من بغداد عند الركن الجنوبي من وزارة الدفاع.

## البناء المعماري
تحتل هذه المدرسة شكلاً مستطيلاً يتوسطه صحن مربع الشكل تقريبا ً تحيط به مرافق المدرسة، ففي جهتها القبلية يقع ما يرجح انه مسجد المدرسة يقابله في الجهة الشمالية إيوان كبير يبلغ ارتفاعه نحو 9 أمتار يعلوه قبو مدبب  وعلى كل من جانبي الإيوان حجرتان تعلوهما في الطابق الأول غرفتان. أما الجهة الغربية من الصحن فتتكون من تسع حجرات صغيرة تعلوها تسع غرف يتقدمها رواق جميل، أما الجهة الشرقية من الصحن فهي شبيهة بالجهة الغربية إلا إن عدد حجراتها سبع ويتقدمها رواق شبيه بالرواق المقابل وهو مسقف بسقف جميل يتألف من دلايات مزخرفة بزخارف نباتية وهندسية تبدو للمشاهد على هيئة غابة من سعف النخيل. أما مدخل المدرسة فيقع في الواجهة الجنوبية المطلة على نهر دجلة.
وتتشابه زخارف هذه المدرسة مع زخارف المدرسة المستنصرية إلا أنها تمتاز بتنوعها وإبداعها إذ تتكون من قطع آجريه مختلفة الإحجام على هيئة أشكال رباعية وخماسية و سداسية وثمانية وذات عشرة أضلاع واثنا عشر ضلعاً زينت بواطنها بزخارف هندسية ونباتية متنوعة جمعت مع بعضها لتكون الزخرفة المطلوبة وأجمل ما يتجلى ذلك في المقرنصات التي تزين الإيوان الصغير المواجه للمدخل الرئيسي والمقرنصات التي تزين الأروقة وعقودها المطلة على الصحن.
تقع على ضفة نهر دجلة في الجانب الشرقي من بغداد عند الركن الجنوبي من وزارة الدفاع و المبنى خال من أي كتابة تذكارية تدلنا عن بانيه أو الغرض من إنشاءه.